# Orgburo
Orgburo é a contração do termo russo организационное бюро (em português: Oficina Organizacional). Dentro da hierarquia do Partido Comunista da União Soviética foi um subcomité do Politburo criado para tomar as decissões relativas à organização do trabalho na União Soviética. Existiu entre 1919 e 1952, quando as suas funções foram transferidas para o Secretariado do Comité Central do PCUS. 

## Função do Orgburo
O Orgburo era o segundo comité na hierarquia no PCUS, criado para estabelecer a organização laboral na URSS. O primeiro Orgburo constava de três membros (Mikhail Vladimirski, Nikolai Krestinski e Iakov Sverdlov) e foi eleito em 16 de janeiro de 1919. Em 25 de março de 1919, no VIII Congresso do PCUS, o Comité Central designou cinco membros e um membro candidato para o Orgburo. Ainda que algumas figuras de primeira ordem, como Stalin, Viatcheslav Molotov ou Lazar Kaganovitch, ocuparam simultaneamente cargos no Orgburo e no Politburo, normalmente os membros do Orgburo possuiam menor influência do que aqueles que ocupavam cargos no Politburo e no Secretariado. 

## Outros artigos
- Politburo
- Komintern
- PCUS
- Secretariado do Comité Central do PCUS